# Sofonisba (Trissino)
Sofonisba è una tragedia scritta da Giovan Giorgio Trissino, pubblicata per la prima volta nel 1524.
Scritta tra il 1514 e il 1515, è la prima tragedia regolare della letteratura italiana, ovvero la prima opera in una lingua europea che mira a riproporre i canoni della tragedia greca classica.

## Trama

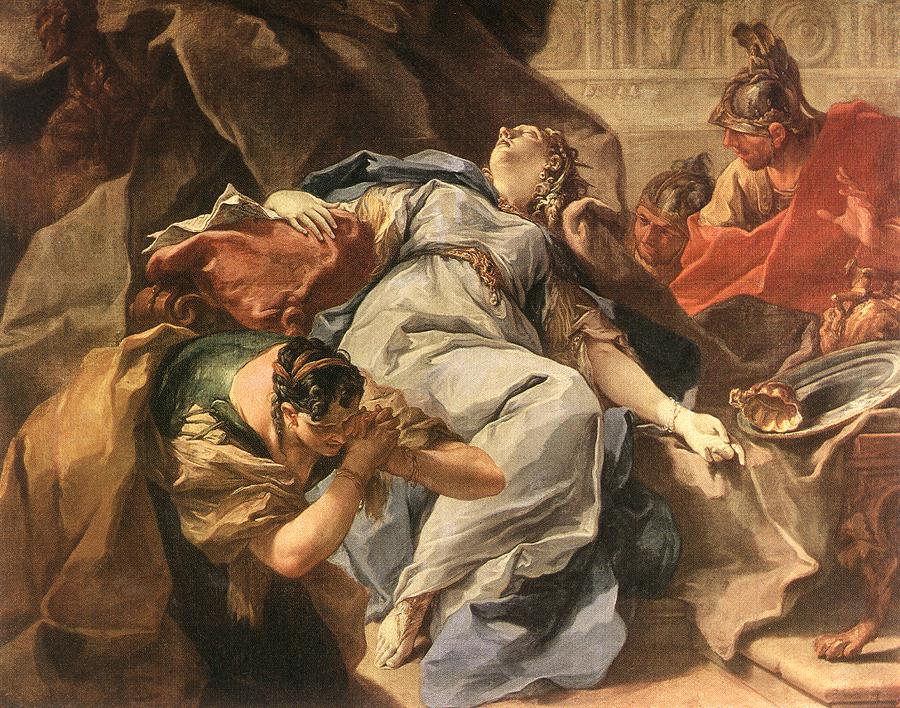
Giambattista Pittoni, La morte di Sofonisba, 1730, museo Puskin, Mosca

Gli eventi storici raccontano che Massinissa, figlio di Gala, re dei Massili, dopo aver combattuto gloriosamente in Spagna per i cartaginesi contro i romani nel 211 a.C., è costretto a ritornare in Africa per ristabilire il proprio potere alla morte del padre. Perso il regno per opera di Siface, re della Numidia, per vendicarsi si allea con i romani e con la propria cavalleria contribuisce alle vittorie romane fino alla battaglia sul fiume Ampsaga nel 204 a.C., in cui Siface viene fatto prigioniero con la perdita della capitale del suo stato, Cirta. Qui si innesta l'episodio storico di Sofonisba, moglie di Siface e figlia del cartaginese Asdrubale che, condotta prigioniera al campo di Scipione, si uccide con il veleno.
Trissino trae spunto dalla storia, modificandone in parte i fatti e raccontando di un'alleanza tra Massinissa e Siface a fianco del romano Lucio Cornelio Scipione e conseguentemente contro Asdrubale, il quale, per costringere Siface ad abbandonare i romani, gli dà in sposa la bellissima figlia Sofonisba, già promessa a Massinissa, scatenando l'odio di quest'ultimo per Asdrubale e Siface.
Il primo ad approfittare di questa situazione è Cornelio Scipione che, avvalendosi della cavalleria di Massinissa, riporta importanti vittorie sui nemici, facendo addirittura prigioniero Siface. Sofonisba, alla notizia della sconfitta del marito, si chiude nel palazzo reale di Cirta, capitale della Numidia, mentre il nemico sta penetrando in città. Massinissa, entrato nella reggia, si trova al cospetto della bellissima donna a cui interessa soltanto non cadere prigioniera dei Romani come schiava.
Massinissa, innamorato della donna, dopo un lungo ed affettuoso dialogo, promette di salvarla e in seguito, all'insaputa dei romani, la sposa. Cornelio Scipione, venuto a conoscenza del fatto, si dimostra contrario all'unione dei due e ordina la cattura di Sofonisba. Scipione, pur promettendo di adoperarsi per la salvezza della donna, si rende conto che dovrà però rispettare la legge romana.
Massinissa non vede altra soluzione che procurare del veleno a Sofonisba, in quanto solo con quest'estremo sacrificio, la donna si risparmierà l'onta della schiavitù. Così la regina, raccomandato il figlioletto alla fedele Erminia, beve serenamente il “dono nuziale” e spira con la disperazione dell'ancella.

## Fonti e ispirazioni dell'opera
Trissino era a conoscenza dell'esistenza dell'opera di Galeotto del Carretto, Sofonisba, ma sicuramente non prese ispirazione da questo componimento per la sua tragedia omonima, dal momento che il dramma di del Carretto fu pubblicato soltanto nel 1546.
La fonte della tragedia è comunque tratta dalle Storie di Tito Livio. Trissino, restringendo il contenuto ai capitoli che trattano dell'amore tra Massinissa e Sofonisba, dopo la sconfitta di Siface, suppone un precedente che non troviamo in Livio: prima di sposare Siface, la donna era stata promessa dal padre a Massinissa, il quale, proprio a seguito della mancata parola di Asdrubale, si schiera contro la parte cartaginese. 
La fabula risulta fondata su numerose incoerenze e contraddizioni, a dimostrazione che forse al Trissino non interessava più di tanto la storia, né la contestualizzazione dell'episodio; piuttosto gli premeva dimostrare il proprio valore di dotto umanista, come si evince della dedica al Papa Leone X. La vena poetica non caratterizzò il vicentino, che prese spunto da Euripide, dalla tragedia Alcesti; così pure si avvicina all’Ifigenia in Aulide del medesimo e all’Antigone di Sofocle. Trissino infatti non si rifece ad un particolare autore, né lo fu egli stesso, ma fu essenzialmente un imitatore del teatro greco nelle sue linee generali e pertanto è solo questione di grado avvicinare la Sofonisba più a questa o a quella tragedia, tra quelle sopra ricordate.
La trama della Sofonisba non potrebbe essere più adatta ad un argomento tragico, per il carattere dei personaggi, per l'intreccio dei fatti, per quelle passioni che dovrebbero attanagliare i protagonisti, eppure non è sempre così. Se qualche simpatia può riscuotere la figura di Sofonisba, per una certa grazia del linguaggio, per l'espressione di certi suoi sentimenti sinceramente palesati, al contrario, poco felice risulta l'impronta che Trissino dà alla figura dell'altro protagonista: Massinissa. Questo impetuoso africano che, più per amore che per desiderio di dominio, giura eterno odio nei confronti di Siface e dei cartaginesi, e può benissimo, nell'ardore della propria passione, giungere al punto di promettere la salvezza alla donna amata, sposandola, contravvenendo alle leggi romane. Ciò che appare di difficile giustificazione è come questo audace condottiero possa compiere un atto che evidenzia una contraddizione che a Trissino non poteva e non doveva sfuggire.
Sicuramente meglio riusciti i tratti con cui si caratterizzano i personaggi secondari: maestoso nella parola e negli atti e nel contempo generoso e umano appare Scipione; mite, affettuosa e di una dolcezza particolare si manifesta la fedele Erminia. Le figure femminili sono davvero le più felicemente riuscite. Solo in esse riscontriamo quei tratti lirici che valorizzano la tragedia, se pur parzialmente, dal punto di vista artistico.

## Inquadramento dell'opera
Il genere tragico nasce nell'Italia del Cinquecento da una serie di fattori: in primo luogo è essenziale la nuova importanza che assume nel suo insieme la letteratura greca, nella quale la tragedia, come genere, ha una notevole parte. Se il Quattrocento è infatti l'epoca in cui gli studiosi italiani si pongono in grado di accedere direttamente ai testi greci, il Cinquecento vede ormai il possesso abbastanza diffuso di quel patrimonio e il tentativo di imitarlo pienamente. Trissino andò addirittura a Milano per studiare greco con Demetrio Calcondila.
Accanto a questo elemento bisogna tener conto anche della particolare ideologia che è legata al genere tragico: esso, già nella definizione aristotelica, ma poi sempre più nella pratica degli scrittori, riguarda argomenti di vasta portata politica e presenta personaggi di altissimo livello sociale. Già di per sé dunque, la scelta di questo genere letterario parla di un autore che ha piena coscienza della propria cultura e del grande peso che attribuisce al proprio ruolo.

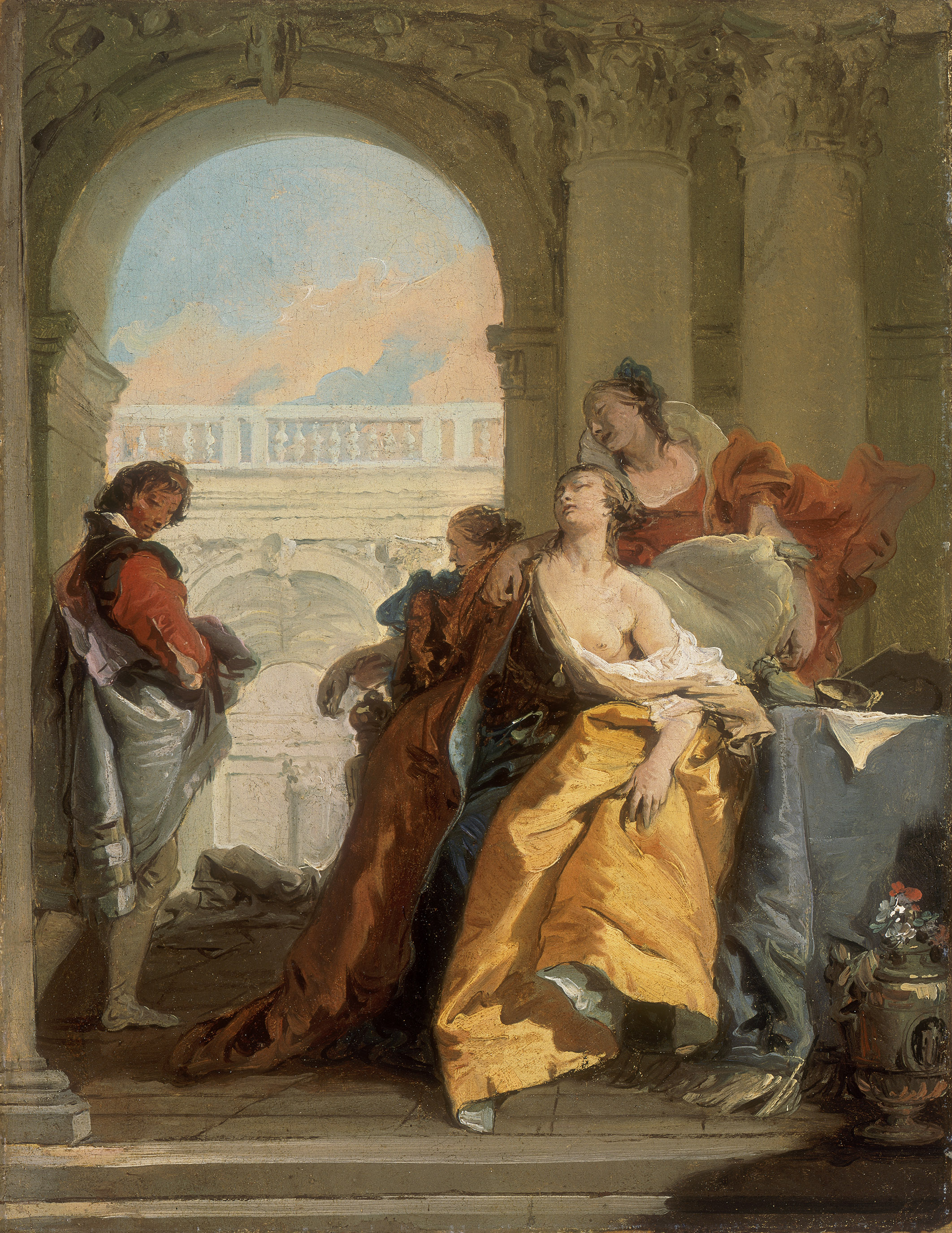
Giovanni Battista Tiepolo, La Morte di Sofonisba, 1755
Museo Thyssen-Bornemisza, Madrid

È innegabile che Trissino rivendichi la sua figura di aristocratico, di personaggio che ha una precisa ideologia come dimostra la sua attività politica e diplomatica. Quindi ci sono due aspetti, uno letterario ed uno, in senso lato, politico, all'origine di questa tragedia. Per Trissino diventava indispensabile rimettere in luce quel genere letterario e per questo non esita a tributare grande spazio alla tragedia nella sua Poetica.
Così Trissino si pone in piena sintonia con gli antichi, proprio se si pensa al fatto che lo stesso Aristotele considera la tragedia il più sublime genere letterario, come teorizza nella propria Poetica. Trissino quindi si pone di fronte al genere tragico con un intento strettamente polemico, cercando di superare il binomio canonico "utile-diletto", rifiutando il concetto della letteratura intesa come divagazione, o peggio, come interessata adulazione: le sue opere vogliono essere - e in questo caso la Sofonisba è emblematica - motivo di consiglio e opportunità di riflessione.
Questa tragedia infatti, viene scritta con esplicita volontà che venga «intesa da tutto il popolo».
Giovan Giorgio Trissino è (e tende a ribadirlo sempre, più o meno direttamente) un nobile dell'antica feudalità imperiale, profondo assertore dell'inviolabilità di quella classe egemone che, con l'avvento della borghesia, comincia a subire i primi colpi al proprio prestigio.
La scelta del tema non è casuale: il tema “alto” della Sofonisba, che parla del conflitto tra sentimenti e ragion di stato, confermato dallo stesso autore nella dedica: «E sapendo eziandio che la Tragedia, secondo Aristotele, è preposta a tutti gli altri poemi, per imitare con soave sermone una virtuosa e perfetta azione, la quale abbia grandezza…», si unisce a quello amoroso, che l'autore non vuole trascurare. Il tema amoroso, infatti, rientra nella tradizione volgare (del resto lo aveva usato anche Petrarca nell’Africa), tradizione dalla quale il Trissino non voleva comunque separarsi, come evidenzia la scelta del volgare per i suoi scritti.
Trissino, che cerca di far convergere scelte letterarie e scelte etico-politiche, trova infatti, nel personaggio di Sofonisba, un simbolo di questa unione. A tal proposito risultano interessanti le parole di Marco Ariani «La ricerca di una politicità si frange, compenetrandosi finemente con la contemplazione elegante della donna vagheggiata nella sua grazia suadente: l'amabile cortesia di Isabella Gonzaga prefigura il dramma intimo di Sofonisba che avverte l'insufficienza delle dolcissime parole, il lento sfaldarsi della loro efficacia umanizzante». Come qui si vede, l'Ariani trova un legame intimo tra il modo con cui Trissino guarda alla realtà di corte, che ha per protagonisti personaggi femminili della statura di Isabella Gonzaga, e la scelta di un personaggio come Sofonisba, che cerca di emulare la nobiltà della marchesa.
La prima rappresentazione documentata della Sofonisba si ha in francese, nel 1554 a Blois, davanti alla Corte reale di Caterina de' Medici. In lingua originale viene recitata per la prima volta nel 1562, durante il carnevale di Vicenza, messa in scena dall'architetto Andrea Palladio.

## La forma letteraria
La forma letteraria costituì per Trissino uno degli interessi fondamentali. Sullo schema degli antichi, il vicentino non si servì degli atti, né delle scene, bensì del coro interposto tra gli episodi per cercare di riprodurre, con l'endecasillabo piano (o “scemo”), il trimetro giambico catalettico.
Tale scelta critica da parte di Trissino, (dell’endecasillabo sciolto), dimostra quanto l'autore avesse un atteggiamento rigoroso nei riguardi della poetica. A proposito della rima aveva già puntualizzato nella dedica della Sofonisba a Leone X:
(Giovan Giorgio Trissino, Sofonisba, dedica.)
Con questa scelta critica, cosciente, codificata, Trissino dimostra veramente di meritare il titolo di inventore dell'endecasillabo “sciolto”. A giusta ragione E. Ciampolini annota nel suo volume: 
(E. Ciampolini, La prima tragedia regolare della letteratura italiana, Firenze, 1896.)
Naturalmente l'interesse di Trissino non si limitò alla metrica, ma coinvolse la cosiddetta elocutio, cioè la scelta del lessico e del modo della “dizione” poetica. In altre parole, il Trissino si pose il problema di studiare attentamente come avrebbero dovuto esprimersi i personaggi del dramma. La scelta fu per un contenuto verbale e uno stile che rispecchiassero un parlare realistico, quotidiano e, a proposito di questa scelta, Trissino invocò l'energia realistica della poesia drammatica ed epica della Grecia antica, in particolare di Omero. In questo richiamo era certo contenuta un'esigenza originale, che era in polemica implicita con la magniloquenza dello stile tragico latino e con la prosa, solo apparentemente umile, o “mediocre” della nuova corrente cinquecentesca (Pietro Bembo degli Asolani e Jacopo Sannazaro dell'Arcadia). Ma se l'esigenza era rispettabile e interessante, la realizzazione è stata soggetta a molte critiche radicali.
Torquato Tasso fu certamente la prima autorevole personalità ad osservare con acutezza il dramma trissiniano, evidenziando e denunciando i difetti. I suoi giudizi sulla Sofonisba sono di indubbio interesse.

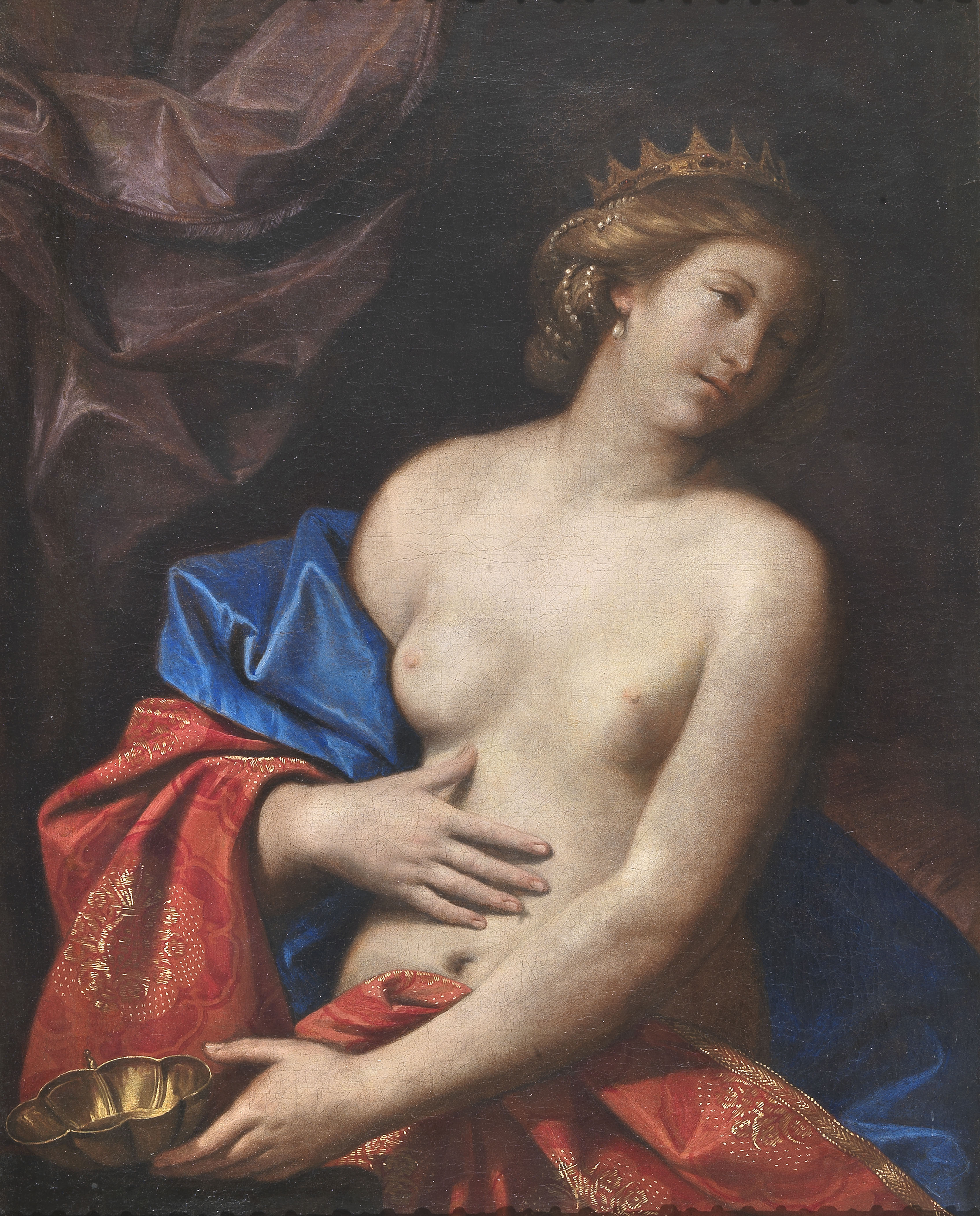
Guercino, Sofonisba nuda, Collezione privata, 1630

Così il Tasso afferma che: «Le sentenze sono quasi sempre dicevoli e felici».
Il Coro:
(Giovan Giorgio Trissino, Sofonisba)
E aggiunge: «Quasi da per tutto puol rimproverarsi a l'autore difetto ne la locutione che manca spesso di gravità e nobiltà quale si conviene a la tragedia.»
Allorché il Coro si esprime in questi termini:
(Giovan Giorgio Trissino, Sofonisba)
Il Tasso poi appunta: «Oratio li chiamerebbe sermo pedestris (NdR: i versi di Trissino) di cui ne fa l'autore troppo abuso.»
A proposito di versi del genere:
(Giovan Giorgio Trissino, Sofonisba)
il Tasso sentenzia: «Frivolezza».
L'autore della Gerusalemme Liberata continua dicendo che «I cori sono i più favoriti da l'Ispiratione d'Apollo e si elevano quasi sempre a la lirica dignità», addirittura «Sembra che i cori siano di diverso autore tanto sono più eleganti e nobili», ma non può evitare di sottolineare le espressioni “triviali”, o un linguaggio inidoneo come nelle parole di Massinissa a Sofonisba:
(Giovan Giorgio Trissino, Sofonisba)
O quando Massinissa afferma:
(Giovan Giorgio Trissino, Sofonisba)

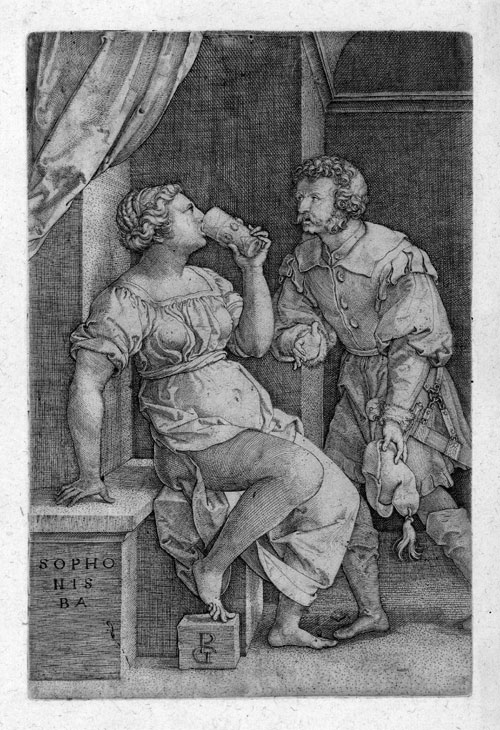
Georg Pencz, Sofonisba, 1530.

Addirittura, in merito alla risposta della regina:
(Giovan Giorgio Trissino, Sofonisba)
il Tasso prorompe: «così risponderebbe anco una merciaia et è linguagio da trivi».
Allorché Catone sentenzia a Lelio:
(Giovan Giorgio Trissino, Sofonisba)
il Tasso continua: «Qui non parlano gli antichi ma i moderni romani del volgo». La conclusione è indubbiamente amara: «Un poeta che non parla il linguaggio de le muse non potrà piacere giammai». I difetti della “elocutio” trissiniana danno effettivamente la misura del dislivello artistico tra il Trissino e il suo modello greco. La “bassezza de lo stile”, per usare ancora una espressione tassiana, non si limita del resto alla Sofonisba; L’Italia liberata dai Goti (1527), poema epico dello stesso vicentino, diventa infatti lo specchio più chiaro di questo limite. Il Trissino non seppe comprendere che «I greci dicono è vero le cose più comuni con semplicità», ma mai raggiungono quei livelli di bassezza e trivialità che potremmo continuare a menzionare nell'analisi della Sofonisba.
Per quanto tali postille tassiane alla tragedia trissiniana possano apparire di un certo interesse, lo studioso Emilio Russo osserva non solo che il manoscritto contenente queste annotazioni risulta attualmente irreperibile, ma anche che le opinioni espresse dal Tasso potrebbero non essere autentiche, in quanto caratterizzate da un tono eccessivamente polemico e sprezzante.
Indubbiamente l'utilizzazione del cosiddetto “sermo humilis”, quotidiano, se osservata con maggiore attenzione, può fare meditare più a fondo.
Questa tonalità dimessa, per usare le parole di Francesco Flora, che spesso si riscontra nella tragedia trissiniana, non è detto che fosse un fattore di insensibilità artistica. Ortensio Lando, che accusava Trissino di scrivere tragedie «Con lo stile comico» (e commedie «Con lo stile tragico»), coglieva, forse, il nodo di fondo del problema, quando metteva in evidenza come certe espressioni teatrali andavano nella direzione di una ricerca di evidenza rappresentativa che non si discostava affatto da quella ricercata nella commedia.
I tratti lirici dei cori, come testimonia Tasso, hanno effettivamente una loro dignità artistica. Non c'è un solo verso dei cori che cada in un linguaggio prosastico, come invece avviene in altre parti del dramma. Ne consegue che Trissino fece delle scelte precise ed anche qui, nella tragedia, volle dare la misura delle sue qualità di innovatore, profondamente persuaso della inscindibilità del binomio teatralità-lingua. Nella Sofonisba l'autore cercò di creare un linguaggio quotidiano (che si riscontra nei dialoghi, in quelle zone cioè, dove il prosastico disturba meno e non nei tratti poetici dei cori), consapevole, come dice Marco Ariani, della «Destinazione spettacolare della opera tragica, la sua teatralità». Nella dinamica interna della struttura della Sofonisba si riscontra effettivamente quella ricerca precisa di un linguaggio vivo, teatrale, aderente all'uomo contemporaneo. L'impossibilità di scindere il sopramenzionato binomio teatralità-lingua, viene ribadita dal Trissino senza riserve; la volontà di creare una fabula attuale è così presentata: «Sì che per non le torre la rappresentazione, la quale (come disse Aristotele) è la più dilettevole parte della Tragedia, e per altre cagioni che sarebbono lunghe a narrare, elessi di scriverla in questo idioma».

## L'importanza dellaSofonisba

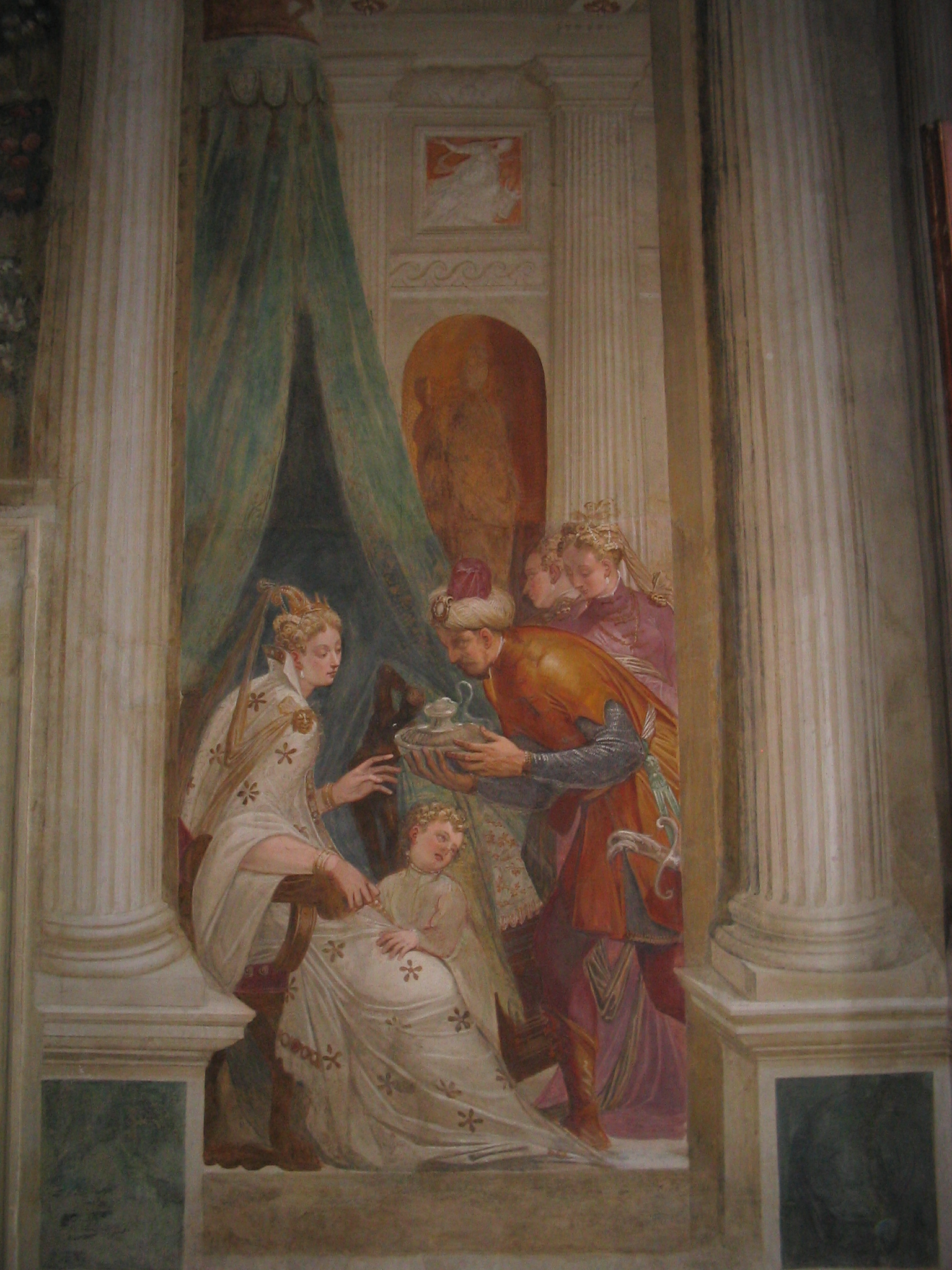
Giovan Battista Zelotti, Storie di Sofonisba, Villa Caldogno, 1570, Vicenza

Ciò che accredita presso i posteri la Sofonisba è più che altro la sua importanza storica, come prima tragedia regolare della letteratura italiana. Parlare di “tragedia regolare” significa introdurre il concetto aristotelico di “unità di tempo, di luogo e d’azione”. Se è vero che queste “unità” furono formalizzate solo più tardi, il Trissino cercò tuttavia di rispettarle con puntualità. Ciò accade principalmente per le unità d'azione e di tempo. Nella Sofonisba infatti, l'azione è unica, intrecciata, come ci dice l'autore, di peripezie, riconoscimenti, patimenti e, come afferma G.B. Crovato, «È compiuta, e si svolge in un giro di sole».
Indubbiamente l'unità di luogo non è rispettata, ma è bene ricordare che Aristotele non ne parla esplicitamente.
Comunque sia, la messa in scena aveva la possibilità di supplire a questo limite che, sulla carta, rimane evidentemente chiaro: si passa, per esempio, da uno spazio ad un altro, come dal campo di Scipione alla piazza di Cartagine, dinanzi al palazzo di Sofonisba. Non a caso Angelo Ingegneri, direttore di scena in varie rappresentazioni tragiche, si lamentava nel suo trattato Della poesia rappresentativa, che molti autori, nello scrivere, non pensavano alle difficoltà di una messa in scena, non avevano un riguardo al mondo; se se ne fossero interessati, alcuni «...per altro forse de i migliori tragici de' nostri tempi, non si trovarebbero nelle Tragedie loro di quelle difficoltà che vi si scorgono. Verbi-gratia, ch'il medesimo proscenio, il quale fu pur dianzi la piazza principale di una città, tutt'a un tratto divenga Campo dell'Essercito nemico fuor delle mura». Ingegneri allude proprio a una Sofonisba, ma si riferisce a quella di Galeotto del Carretto, quando scrive a tal proposito: «Il che mi fa ricordare d'una tragedia di Sofonisba…». Tutte le personalità, antiche e contemporanee, compresi gli stranieri che ne parlarono con favore (Pope, Voltaire, Walker, Schlegel), sono però concordi nell'affermare che nella tragedia di Trissino manca la vera ispirazione poetica.
In sintonia è Neri che annota: «Qual novo dispregio troveremo noi per questa gelida Sofonisba, che ormai vede la sua natural povertà velata da un invincibile senso di noia, cui pose anche il suggello la bonarietà di Alessandro Manzoni?».
La chiave di lettura della Sofonisba non è quella della ricerca dell'ispirazione poetica, perché come dice Ettore Bonora «Nel Trissino si rifletteva non la passione del poeta ma il gusto del letterato, attento alla forma come a una realtà che esista per se stessa, indipendentemente dal contenuto che le dà vita».
Prova dell'ammirazione tributata alla Sofonisba del Trissino restano le traduzioni francesi, effettuate nel medesimo XVI secolo, ad opera di Mellin de Saint Gelais, in prosa, di Claude Mermet, in versi. È su questa scia che Jean Mairet mise in scena, nel 1634, un'imitazione dell'opera trissiniana nella sua Sophonisbe. Trent'anni dopo quella di Mairet, apparve la Sofonisba di Corneille. Anche Voltaire pubblicò una tragedia dal titolo Sophonisbe de Mairet reparée à neuf. Conclude la serie delle Sofonisbe la omonima tragedia dell'Alfieri, composta intorno al 1787.
Forse nessuna successiva messa in scena della Sofonisba ha ottenuto un così grande successo come quella dell'8 settembre 1950, nel quarto centenario della morte dell'autore, rappresentata al teatro Olimpico di Vicenza, con la regia di Giorgio Strehler. Fu un successo che trova conferma nelle parole espresse da Ettore Paratore: «È un fatto incontestabile che, nonostante ogni riserva formulabile sul vigore del dramma, sulla incisività dei suoi personaggi, sul valore sostanzialmente poetico dell'insieme, la Sofonisba conserva, nei confronti dell’Italia liberata dai Goti e dei Simillimi, il diritto di essere giudicata opera non passibile di una rapida esecuzione capitale, ancora meritevole di una prova d'appello».